# Sydbok
Sydbok (Nothofagus antarctica) är en tvåhjärtbladig växtart som först beskrevs av Johann Georg Adam Forster, och fick sitt nu gällande namn av Anders Sandøe Ørsted. Nothofagus antarctica ingår i släktet Nothofagus och familjen Nothofagaceae. Inga underarter finns listade i Catalogue of Life.

## Bildgalleri

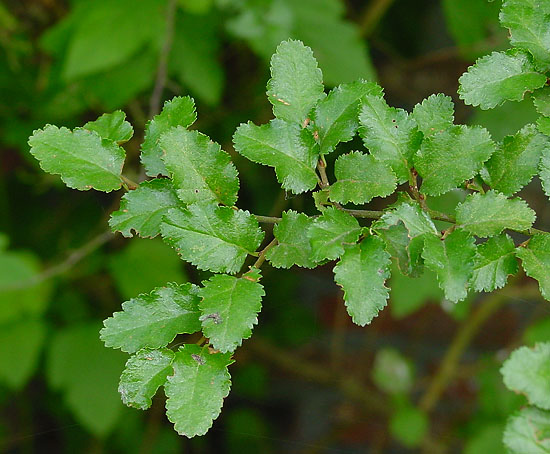
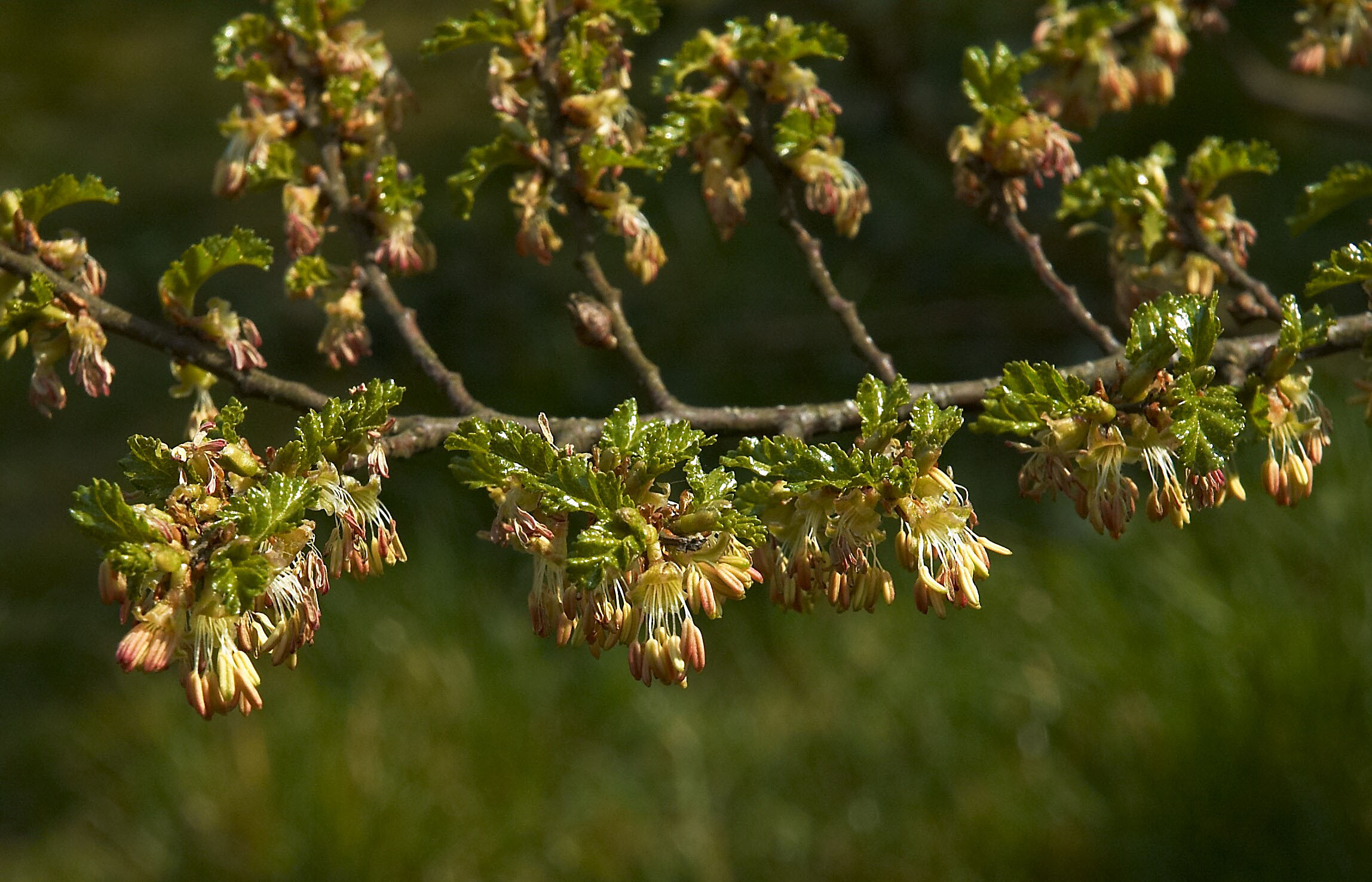
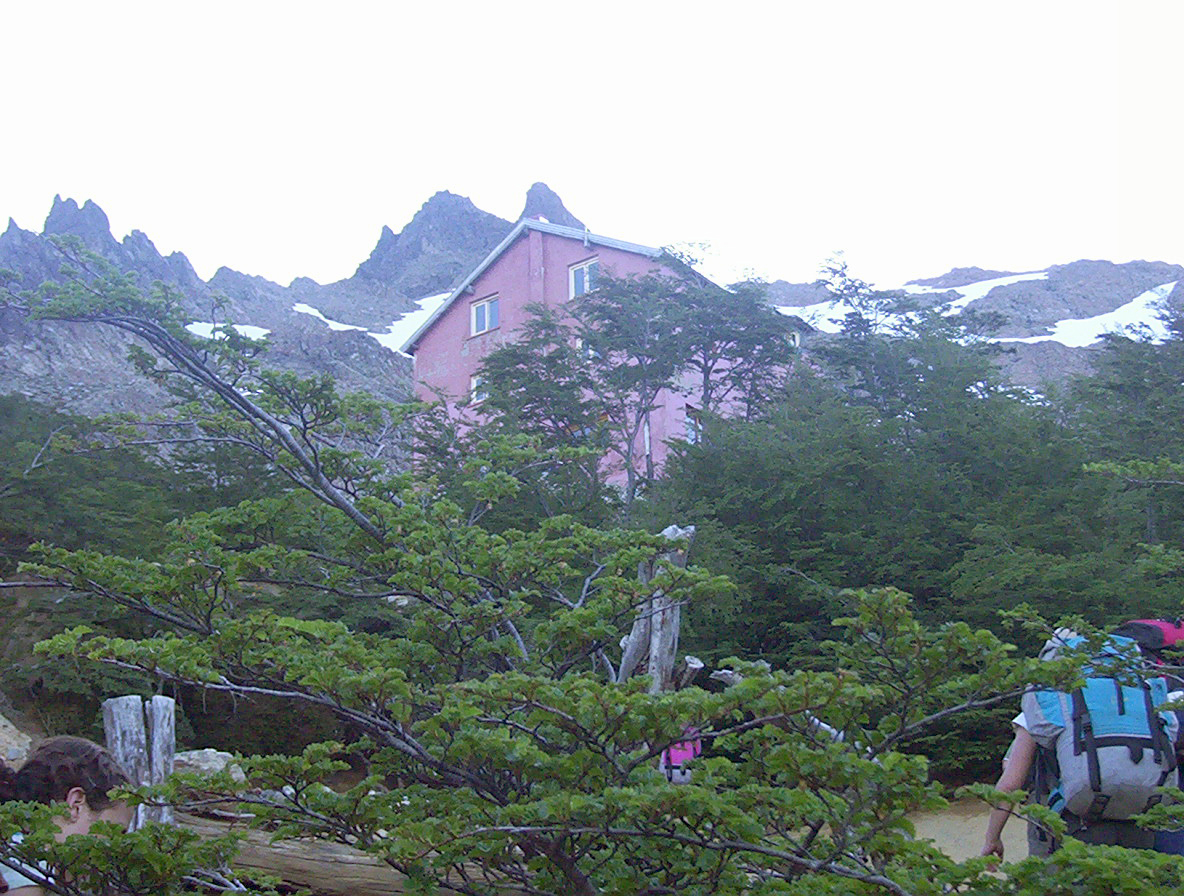
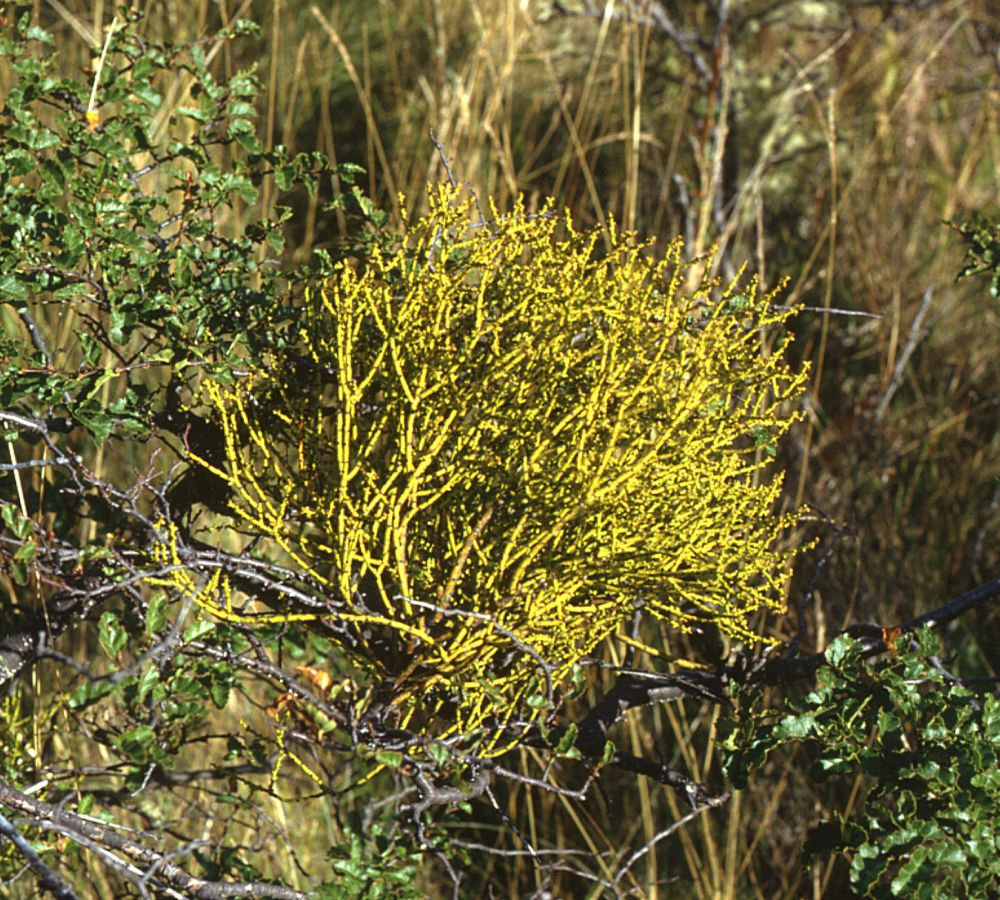
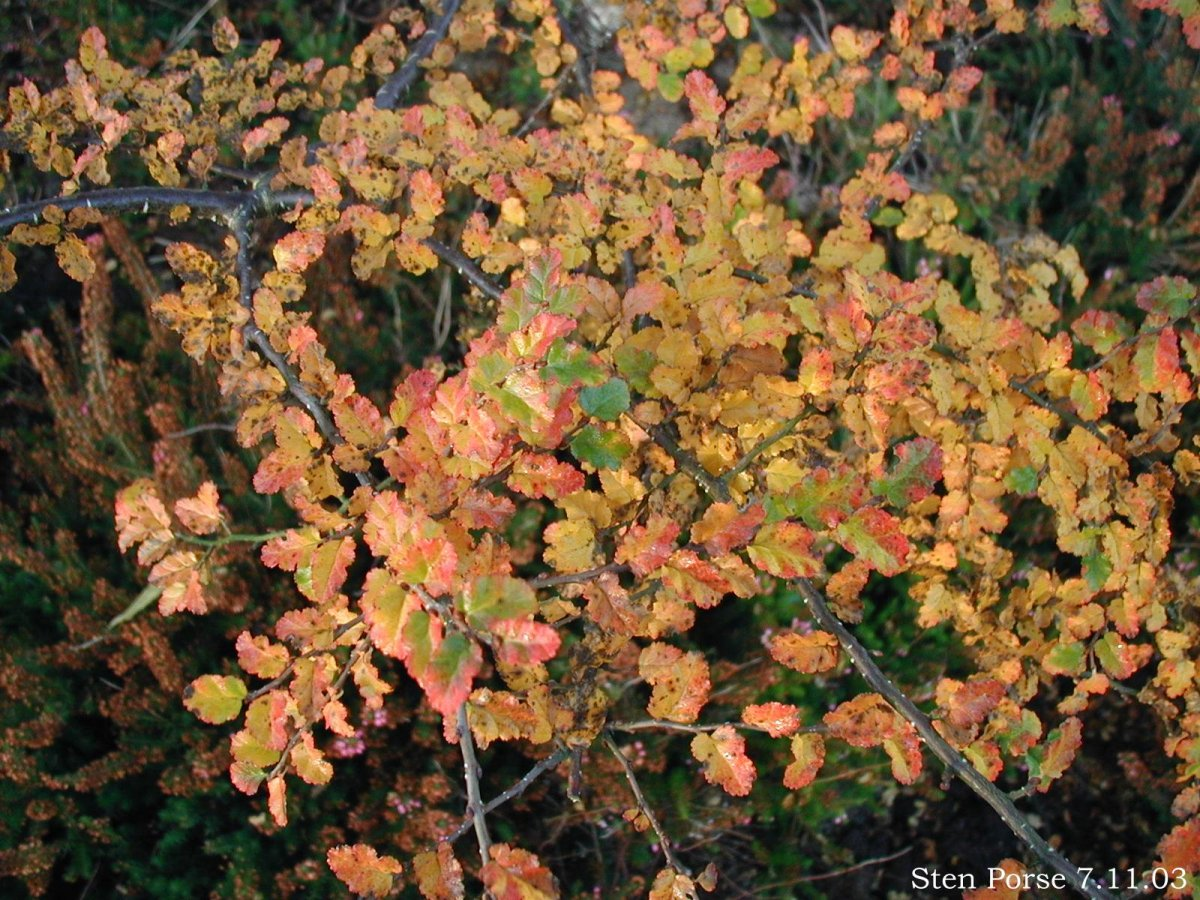
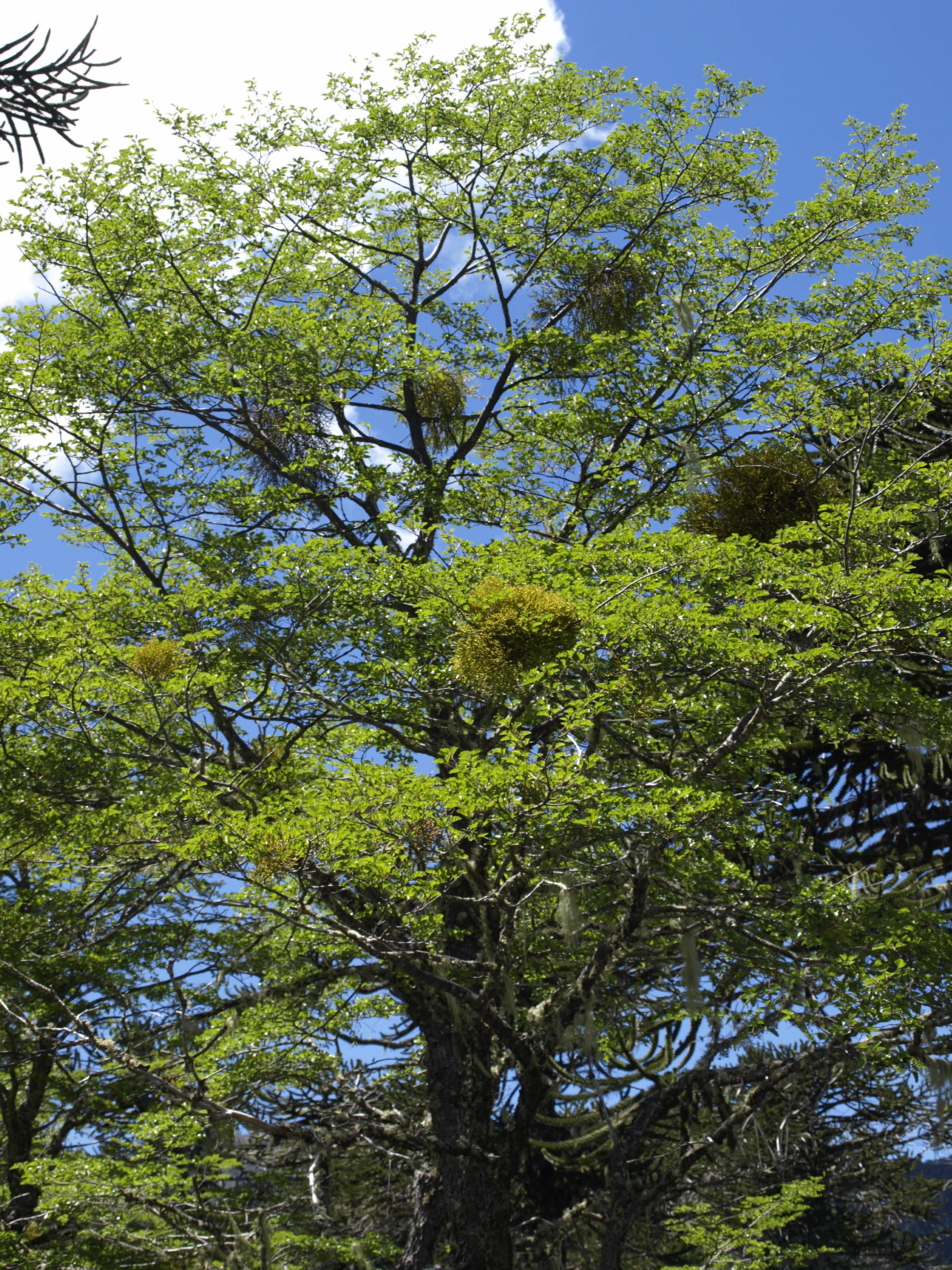